# I Can Do It with a Broken Heart
I Can Do It with a Broken Heart är en låt av den amerikanska sångerskan Taylor Swift från hennes elfte studioalbum The Tortured Poets Department. Låten är skriven och producerad av Swift och Jack Antonoff, låten handlar om Swifts uthållighet och professionalism samtidigt som han gick igenom personliga svårigheter under de tidiga dagarna av Eras Tour.